# Leśnik (Złotów)
Pour les articles homonymes, voir Leśnik.
Leśnik (prononciation : [ˈlɛɕnik], en allemand : Lessendorf) est un  village polonais de la gmina de Krajenka dans le powiat de Złotów de la voïvodie de Grande-Pologne dans le centre-ouest de la Pologne.
Il se situe à environ 6 kilomètres au sud-est de Krajenka (siège de la gmina), 10 kilomètres au sud de Złotów (siège du powiat), et à 98 kilomètres au nord de Poznań (capitale de la Grande-Pologne).

## Histoire
De 1975 à 1998, le village faisait partie du territoire de la voïvodie de Piła.

Depuis 1999, Leśnik est situé dans la voïvodie de Grande-Pologne.
Le village possède une population de 40 habitants.